# Campion kroombitensis
Campion kroombitensis is een insect uit de familie van de Mantispidae, die tot de orde netvleugeligen (Neuroptera) behoort. 
Campion kroombitensis is voor het eerst wetenschappelijk beschreven door Lambkin & New in 1994.